# Дио ет Валкјер
Дио ет Валкјер (фр. Dio-et-Valquières) је насеље и општина у јужној Француској у региону Лангдок-Русијон, у департману Еро која припада префектури Лодев.
По подацима из 2011. године у општини је живело 148 становника, а густина насељености је износила 7,88 становника/km². Општина се простире на површини од 18,77 km². Налази се на средњој надморској висини од 250 метара (максималној 701 m, а минималној 256 m).

## Демографија
| 1962. | 1968. | 1975. | 1982. | 1990. | 1999. | 2011. |
| ----- | ----- | ----- | ----- | ----- | ----- | ----- |
| 62    | 70    | 66    | 98    | 134   | 136   | 148   |

График промене броја становника у току последњих година